# Shafera
Shafera là một chi thực vật có hoa trong họ Cúc (Asteraceae).

## Loài
Chi Shafera gồm các loài: